# María Carmen Forcada González
María Carmen Forcada González (Tudela, 17 de agosto de 1920-Tudela, 22 de mayo de 2024) fue una decoradora e interiorista española, además de mecenas del arte y la cultura española. Ha sido una mujer emprendora con determinación personal y profesional para desarrollar su actividad comercial en un entorno y época poco propicios. Como ella afirma:

"Siempre he pensado que, como decía Frida Kahlo, si las mujeres queremos la luna, tendremos que bajárnosla solas."
 Carmen Forcada, 2020.

## Biografía
Nacida en Tudela el 17 de agosto de 1920, era la mayor de 5 hermanos y 3 hermanas. Su padre Manuel, nacido circunstacialmente en Pasajes, tuvo un negocio familiar dedicado a la distribución de mercaderías por los comercios de la zona. Su madre, Margarita, fue hija de Remigio González, fundador del Hotel Remigio de Tudela.
Desde los 12 años trabajaba ayudando a su padre en el negocio. Conjugó su educación con el trabajo de secretaria y contable en el negocio familiar de coloniales. Estudió Decoración en Barcelona y Andorra donde realizó diversos cursos. Con 39 años decidió establecerse en su propia empresa. El año 1961 abrió su tienda de decoración en la céntrica calle de la Avenida de Zaragoza de Tudela desde la que llegó a desarrollar más de 1.000 proyectos decorativos por Europa y América. A pesar de los malos augurios que algunos vecinos le vaticinaban, el negocio properó y le mantuvo durante 53 años, hasta que se jubiló.
En el año 2002 fue reconocida por la Asociación de Empresarios de la Ribera con su galardón de "Empresaria del Año" en reconocimiento a toda una trayectoria empresarial.
El 17 de marzo de 2008 el Gobierno de Navarra, presidido por Miguel Sanz, acordó concederles la Cruz de Carlos III el Noble, junto a Antonio Azcona, Sandalio Monreal y Leonardo Polo. En la nota de prensa oficial se exponían como argumentos que hubiera sido una empresaria «pionera que desde la década de 1950 ha abierto camino a la integración de la mujer en el mundo laboral y a su acceso a puestos de máxima responsabilidad y decisión». Una mujer «cosmopolita» que con la implantación de su galería de arte facilitaba a sus convecinos el acercamiento a «obras artísticas de creadores de primer nivel»
Unos años más tarde, y a propuesta de una concejala de Tudela, Irene Royo, se publica en el BOE del 28 de diciembre de 2018 la concesión de la Cruz de la Orden Civil de Alfonso X el Sabio 2018, y el 20 de marzo de 2019, recibe el galardón de manos de la Ministra de Educación y Formación Profesional y portavoz del Gobierno de España, Isabel Celaá Diéguez.

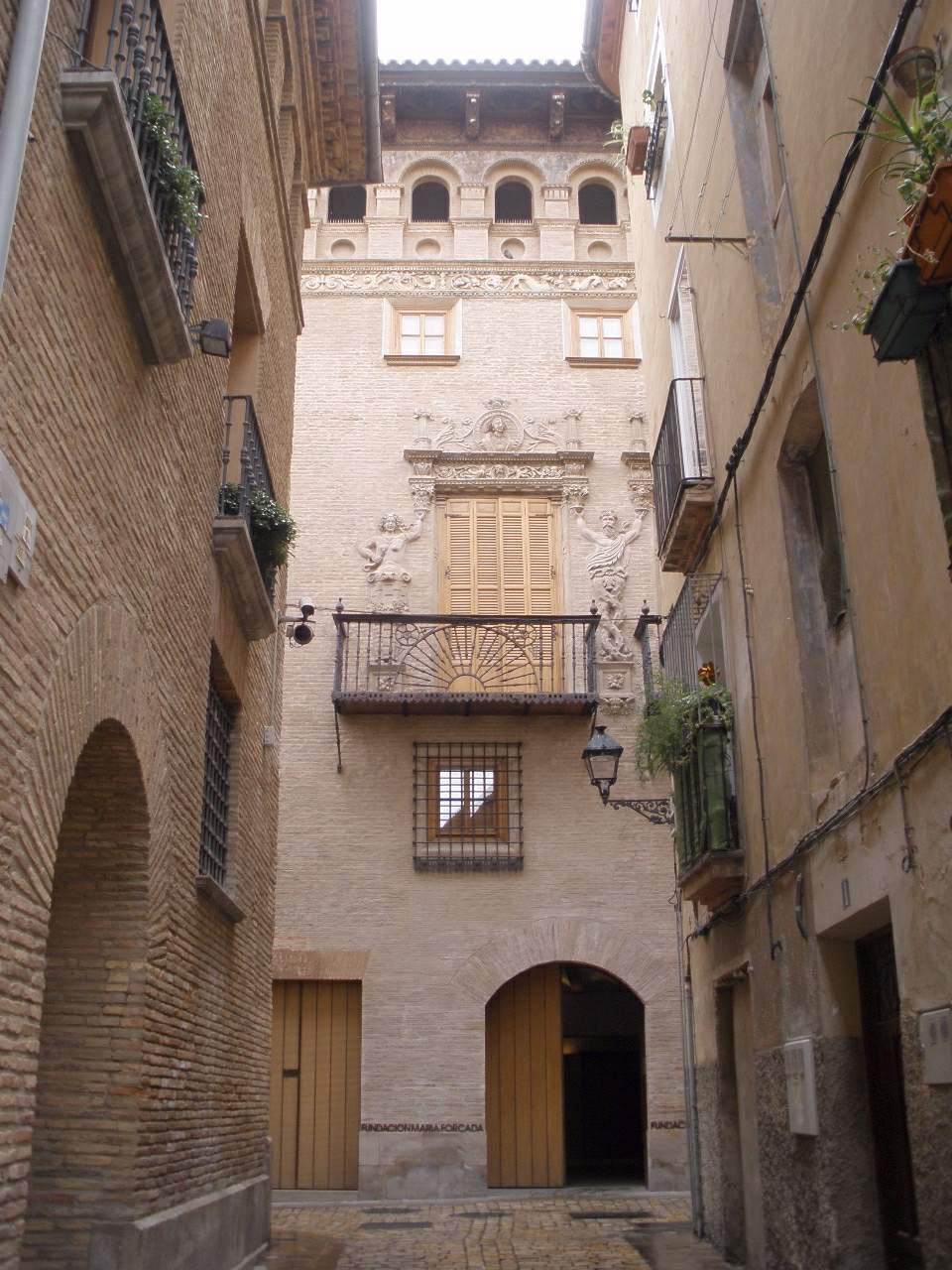
Casa del Almirante, palacio renacentista de Tudela, (1520-1560).

### La Casa del Almirante
Fue construido entre 1520 y 1550, sustituyendo una mansión previa del siglo XV. En 1976 tuvo la oportunidad de adquirir el palacio renacentista del siglo XVI conocido como la Casa del Almirante a los cuatro hermanos propietarios. Por su cuenta realizó varias intervenciones de consolidación y restauración. En 1997 se realizaron tareas de restauración, siendo limpiada y consolidada su magnífica fachada. La propietaria emprendió «una larga y laboriosa recomposición, consolidando las cubiertas y restaurando la fachada principal en una modélica recuperación tanto en los valores formales, como en las técnicas constructivas».
En 2002 se ofreció a la Universidad Pública de Navarra, para que lo utilizara en la realización de actividades culturales en él. Transcurridos cuatro años de inactividad en este aspecto, revocó la donación para cederlo a la Ciudad de Tudelal, asumiendo el consistorio de su ciudad natal el 20 de febrero del 2007, por unanimidad de la corporación municipal, tal donación "para fines culturales y educativos". El ayuntamiento de Tudela invirtió tres millones de euros. Fruto de ese acuerdo alcanzado entre la donante, María Forcada, y el ayuntamiento, se dio el siguiente paso al constituirse la Fundación María Forcada, que sería la encargada de gestionar el centro y de hacer cumplir los objetivos marcados.

## Premios y reconocimientos
- En 2002, "Empresaria del Año" de la Asociación de Empresarios de la Ribera.
- En 2008, Cruz de Carlos III El Noble, otorgada por el Gobierno de Navarra.[10]
- En 2018, Cruz de la Orden Civil de Alfonso X El Sabio, del Ministerio de Educación por su trayectoria en el sector de la decoración durante más de cinco décadas.[11][3][12][13]
- "Hija predilecta de Tudela" (2020), «en reconocimiento a una trayectoria profesional con la que ha llevado el nombre de la ciudad de Tudela por toda Europa y América»,[3] pendiente de su entrega por circunstancias de salud.[14]